# Línea 2 (Urbanos de Pozuelo de Alarcón)
La línea 2 de la red de autobuses urbanos de Pozuelo de Alarcón es una línea circular que bordea la ciudad en el sentido de las agujas del reloj. El sentido contrario lo proporciona la línea 3.

## Características
La línea no mantiene los mismos horarios todo el año, durante el mes de agosto se reducen el número de expediciones los días laborables entre semana (sábados laborables, domingos y festivos tienen los mismos horarios todo el año), además de los días excepcionales vísperas de festivo y festivos de Navidad en los que los horarios también cambian y se reducen.
La línea circula exclusivamente por el término municipal de Pozuelo de Alarcón. Como bien se expresa en la numeración interna del CRTM, recibe el número 2115. El primer dígito corresponde a la línea, en este caso la línea 2. Y los últimos tres dígitos corresponden al municipio por el que circula, en este caso 115 corresponde al municipio de Pozuelo de Alarcón.
Está operada por Avanza Movilidad Integral mediante la concesión administrativa VCM-601 - Madrid – Pozuelo de Alarcón –  Majadahonda – Alcorcón (Viajeros Comunidad de Madrid) del Consorcio Regional de Transportes de Madrid.
1. ↑  «Avanza - Línea 2 (Pozuelo de Alarcón)». 23 de noviembre de 2023.

## Horarios
| 1 septiembre - 31 julio    | 1 septiembre - 31 julio                 | 1 - 31 agosto              | 1 - 31 agosto                           |
| Lunes a viernes laborables | Sábados laborables, domingos y festivos | Lunes a viernes laborables | Sábados laborables, domingos y festivos |
| 07:20                      | 08:00                                   | 07:40                      | 08:00                                   |
| 07:36                      | 08:44                                   | 08:03                      | 08:44                                   |
| 07:52                      | 09:28                                   | 08:26                      | 09:28                                   |
| 08:08                      | 10:12                                   | 08:49                      | 10:12                                   |
| 08:24                      | 10:56                                   | 09:12                      | 10:56                                   |
| 08:40                      | 11:40                                   | 09:35                      | 11:40                                   |
| 08:56                      | 12:24                                   | 09:58                      | 12:24                                   |
| 09:12                      | 13:08                                   | 10:21                      | 13:08                                   |
| 09:28                      | 13:52                                   | 10:44                      | 13:52                                   |
| 09:44                      | 14:36                                   | 11:07                      | 14:36                                   |
| 10:00                      | 15:20                                   | 11:30                      | 15:20                                   |
| 10:16                      | 16:04                                   | 11:53                      | 16:04                                   |
| 10:32                      | 16:48                                   | 12:16                      | 16:48                                   |
| 10:48                      | 17:32                                   | 12:39                      | 17:32                                   |
| 11:04                      | 18:16                                   | 13:02                      | 18:16                                   |
| 11:20                      | 19:00                                   | 13:25                      | 19:00                                   |
| 11:36                      | 19:44                                   | 13:48                      | 19:44                                   |
| 11:52                      | 20:28                                   | 14:11                      | 20:28                                   |
| 12:08                      | 21:12                                   | 14:34                      | 21:12                                   |
| 12:24                      | 21:56                                   | 14:57                      | 21:56                                   |
| 12:40                      | 22:40                                   | 15:20                      | 22:40                                   |
| 12:56                      | 23:24                                   | 15:43                      | 23:24                                   |
| 13:12                      |                                         | 16:06                      |                                         |
| 13:28                      | 16:29                                   |                            |                                         |
| 13:44                      | 16:52                                   |                            |                                         |
| 14:00                      | 17:15                                   |                            |                                         |
| 14:16                      | 17:38                                   |                            |                                         |
| 14:32                      | 18:01                                   |                            |                                         |
| 14:48                      | 18:24                                   |                            |                                         |
| 15:04                      | 18:47                                   |                            |                                         |
| 15:20                      | 19:10                                   |                            |                                         |
| 15:36                      | 19:33                                   |                            |                                         |
| 15:52                      | 19:56                                   |                            |                                         |
| 16:08                      | 20:19                                   |                            |                                         |
| 16:20                      | 20:42                                   |                            |                                         |
| 16:24                      | 21:05                                   |                            |                                         |
| 16:40                      | 21:28                                   |                            |                                         |
| 16:56                      | 21:51                                   |                            |                                         |
| 17:12                      | 22:14                                   |                            |                                         |
| 17:28                      | 22:37                                   |                            |                                         |
| 17:44                      |                                         |                            |                                         |
| 18:00                      |                                         |                            |                                         |
| 18:16                      |                                         |                            |                                         |
| 18:32                      |                                         |                            |                                         |
| 18:48                      |                                         |                            |                                         |
| 19:04                      |                                         |                            |                                         |
| 19:20                      |                                         |                            |                                         |
| 19:36                      |                                         |                            |                                         |
| 19:52                      |                                         |                            |                                         |
| 20:08                      |                                         |                            |                                         |
| 20:24                      |                                         |                            |                                         |
| 20:40                      |                                         |                            |                                         |
| 20:56                      |                                         |                            |                                         |
| 21:12                      |                                         |                            |                                         |
| 21:28                      |                                         |                            |                                         |
| 21:44                      |                                         |                            |                                         |
| 22:00                      |                                         |                            |                                         |
| 22:16                      |                                         |                            |                                         |
| 22:32                      |                                         |                            |                                         |

Paso por la estación de tren aproximadamente 15 minutos después de su salida de la avenida de Pablo VI. Duración del recorrido circular completo aproximadamente 30 minutos.
1. ↑  Desde Camino de las Huertas (colegio).

## Recorrido y paradas
| Código | Parada                                | Común con                                                | Conexiones con Metro Ligero y Cercanías |
| ------ | ------------------------------------- | -------------------------------------------------------- | --------------------------------------- |
| 09047  | Av. Pablo VI - París                  | 560 561 561A 561B 562 566 650B 657 657A 658 815 1 3      |                                         |
| 06883  | Av. Pablo VI - Rumanía                | 560 657 815                                              |                                         |
| 08717  | Ctra. M502 - Est. Pozuelo Oeste       | 560 561 561B 562 658                                     | Pozuelo Oeste                           |
| 13198  | P.º del Río - Parque de Bomberos      | 564                                                      |                                         |
| 13196  | P.º Club Deportivo - Ciudad Deportiva | 564                                                      |                                         |
| 19879  | Ciudad Deportiva Valle de las Cañas   | 1 3                                                      |                                         |
| 19877  | Centro Deportivo Municipal            | 3                                                        |                                         |
| 19878  | Ciudad Deportiva Valle de las Cañas   | 1 3                                                      |                                         |
| 13194  | C.º Alcorcón - Cementerio             | 564 1                                                    |                                         |
| 10855  | C.º Alcorcón - San Juan de la Cruz    | 564 657 657A 1                                           |                                         |
| 06445  | Antonio Becerril - Ayuntamiento       | 561 561A 561B 562 564 566 650B 656 656A 657 657A 815 1 3 |                                         |
| 06287  | Cirilo Palomo - Chinchón              | 562 564 656 656A 658                                     |                                         |
| 06281  | Sagunto - Cirilo Palomo               | 562 564 656A                                             |                                         |
| 18284  | Luis Béjar - Pza. Padre Vallet        | 562 564 656 656A                                         |                                         |
| 06479  | C.º Huertas - Casa de Cultura         | 562 564 656A                                             |                                         |
| 10501  | C.º Huertas - Colegio                 | 562 564 656A                                             |                                         |
| 06480  | C.º Huertas - Polideportivo           | 562 564 656A                                             |                                         |
| 09376  | C.º Huertas - Policía Nacional        | 562 564 656A                                             |                                         |
| 09377  | Mártires Oblatos - Av. Juan XXIII     | 560 650A 656 815                                         |                                         |
| 08687  | Av. Juan XXIII - Severo María Agustín | 560 563 815                                              |                                         |
| 06284  | Antonio Díaz - Est. Pozuelo           | 563 658                                                  | Pozuelo                                 |
| 10503  | San Rafael - Ctra. Húmera             |                                                          |                                         |
| 17835  | San Rafael - Caridad                  |                                                          |                                         |
| 06496  | Francisco Beleña - San José Obrero    |                                                          |                                         |
| 09496  | San José Obrero - Júpiter             |                                                          |                                         |
| 17972  | Av. Comunidad de Madrid - Est. Berna  |                                                          | Berna                                   |
| 09337  | Av. Europa - Est. Berna               | 657                                                      | Berna                                   |
| 04941  | Av. Europa - Colonia Valdecahonde     | 657                                                      |                                         |
| 09339  | Av. Europa - América                  | 657                                                      |                                         |
| 16791  | Av. Europa - Inglaterra               | 657A 658A                                                |                                         |
| 16790  | Av. Europa - Alemania                 | 657A 658A                                                |                                         |
| 07672  | Av. Europa - Est. Avenida Europa      | 657 657A 658A                                            | Avenida de Europa                       |
| 09493  | Av. Europa - Dinamarca                | 657 657A 658A                                            |                                         |
| 20777  | Av. Europa - Ctra. de Húmera          | 566 657 657A                                             |                                         |
| 06859  | Av. Europa - Cerro de los Perdigones  | 566 657 657A                                             |                                         |
| 06547  | Av. Europa - Av. España               | 566 657 657A                                             |                                         |
| 09047  | Av. Pablo VI - París                  | 560 561 561A 561B 562 566 650B 657 657A 658 815 1 3      |                                         |